# Latif-ur Rehman
Latif-ur Rehman (ur. 1 stycznia 1929 w Indore, zm. 27 lutego 1987 w Fajsalabadzie) – hokeista na trawie, reprezentant dwóch krajów: Indii i Pakistanu. Dwukrotny medalista olimpijski.
Po podziale Indii Brytyjskich występował najpierw w reprezentacji Indii - brał z nią udział w IO 48 i wywalczył złoty medal. Następne dwa starty (IO 52, IO 56) zaliczył już w barwach Pakistanu i w 1956 sięgnął po swój drugi medal, tym razem srebrny.